# Comuna Mareanivka, Novoarhanhelsk
Mareanivka (în ucraineană Мар`янівка) este o comună în raionul Novoarhanhelsk, regiunea Kirovohrad, Ucraina, formată din satele Cervinka, Dîkovîceve, Mareanivka (reședința) și Sabove.

## Demografie
Componența lingvistică a comunei Mareanivka
     Ucraineană (94,87%)
     Rusă (3,21%)
     Română (1,71%)
Conform recensământului din 2001, majoritatea populației comunei Mareanivka era vorbitoare de ucraineană (94,87%), existând în minoritate și vorbitori de rusă (3,21%) și română (1,71%).